# Всехсвятське
Всехсвя́тське (Всесвя́тское) — колишнє село Московської губернії та повіту, адміністративний центр Всехсвятської волості. Від 1917 року перебуває в межах міста Москви. Нині територію села займають московські райони Аеропорт і Сокол. Культурний шар села належить до цінних об'єктів культурної спадщини регіонального значення .
Село відоме від XIV—XV століть. Назва села походить від храму Усіх Святих. У XVIII столітті тут існувала грузинська типографія. До відкриття Петровського парку Всехсвятське було одним з улюблених місць гулянь москвичів. 1915 року поблизу Всехсвятського розпочав роботу Братський цвинтар.

## Назва
Назву Всехсвятське (або Всесвятське) село дістало від церкви на честь Всіх Святих, побудованої 1683 року (нині на місці цієї церкви стоїть новий храм Всіх Святих, побудований у 1733—1736 роках). Попередня назва села — Святі Отці. Про походження цієї назви немає єдиної думки. За однією з версій, раніше на місці села був монастир із храмом, освяченим на честь VII Вселенського Собору святих отців. Згідно з іншою версією, у цьому монастирі жили старці-відлюдники, що й пояснює назву села. Розмовна назва села — Лужа Отцовська — пояснюється тим, що тут протікали річки Ходинка і Тараканівка, які періодично підтоплювали місцевість . Деякі джерела наводять назву Тресвятське .

## Фізико-географічна характеристика

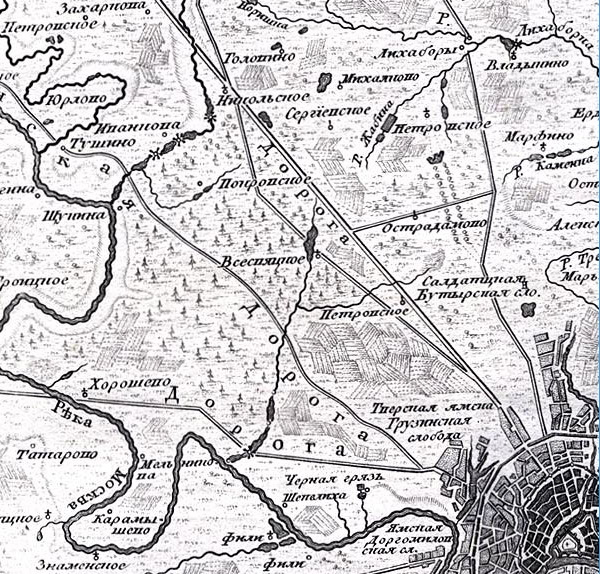
Північно-західні околиці Москви на мапі 1766 року. У центрі відзначене село Всехсвятське і храм Всіх Святих біля ставка на річці Тараканівці.

Село Всехсвятське було розташоване за 5 верст (трохи більш як 5 км) від Тверської застави. Воно лежало по обидва боки від Петербурзького шосе. Межами села були: Ходинське поле, Москва-ріка, Покровське-Стрешньово, Коптєво, Петровсько-Розумовське і Петровське-Зиково.
Розташоване було Всехсвятське на невеликому підвищенні біля межі басейнів двох річок: Москви і Яузи. Висота над рівнем моря — близько 158 метрів. У ґрунті села Всехсвятського переважає пісок. Через це багато вулиць і провулків села дістали назву Піщані (див. Піщана вулиця) .
На заході й південному сході від села лежали два лісових масиви: Великий Всехсвятський гай і Малий Всехсвятський гай. Селом протікали річки Тараканівка і Ходинка . У Всехсвятському була велика кількість колодязів із чистою питною водою .

## Населення
Динаміка населення села Всехсвятського:
| Рік       | 1686 | 1704 | 1748 | 1852 | 1859 | 1869 | 1884 | 1890 | 1897 | 1899 | 1912 |
| --------- | ---- | ---- | ---- | ---- | ---- | ---- | ---- | ---- | ---- | ---- | ---- |
| Жителів   | 44   | 119  | 460  | 325  | 418  | 431  | 331  | 671  | 1394 | 1376 |      |
| Чоловіків |      |      |      | 153  | 187  | 186  | 144  |      | 790  |      |      |
| Жінок     |      |      |      | 172  | 231  | 245  | 187  |      | 604  |      |      |
| Дворів    |      | 31   |      | 32   | 40   | 75   | 73   |      |      |      | 100  |

### Релігія і національний склад
За даними перепису 1868 року в селі Всехсвятському був 431 посесійний житель і 406 приписних . За даними загального перепису населення 1897 року, з 1394 жителів Всесвятського 1346 були православного віросповідання (96,6 %). Більшість жителів села були парафіянами храму Всіх Святих . У XVIII столітті в селі Всехсвятському існувало грузинське поселення. Тут проживали представники грузинських царських родів зі своєю свитою . У XIX і на початку XX століття у Всехсвятському проживали євреї. Деякий час вони навіть мали свою синагогу, розташовану на Барській стороні Всехсвятського (на захід від Петербурзького шосе).

## Історія

### Перші згадки в літописі
Спочатку село Всехсвятське мало назву Святі Отці. Про те, коли село було засноване, немає єдиної думки . Головним джерелом інформації про історію села Всехсвятського вважають книгу Івана Токмакова, що вийшла наприкінці XIX століття до 500-річчя села. У цій книзі автор пише, що роком заснування села можна вважати 1398 рік. Нібито на цей рік припадає згадка про стародавній монастир в ім'я Святих Отців, який дав назву утвореному біля нього селищу, — село Святі Отці на річці Ходинці. З Токмаковим згодні й деякі сучасні історики (Н. М. Молєва, Є. В. Лебедєва), які у своїх роботах вказують 1398 рік як рік заснування села . Однак у книзі про село Всехсвятське Токмаков не навів посилання на першоджерело . Про монастир, що дав назву селу, відомо дуже небагато. До кінця незрозуміло, коли і чому його скасували . Будь-яких документальних або археологічних підтверджень існування монастиря не збереглося.
Низка сучасних джерел (енциклопедія «Москва», К. А. Авер'янов, С. К. Романюк) вважає, що село Святі Отці було вперше згадано 1498 року в духовній грамоті князя Івана Юрійовича Патрикеєва . Відповідно до третьої версії, яку висунув Н. Баландинський, першу згадку можна віднести до 1389 року, коли Дмитро Донський у другій духовній грамоті заповідав Ходынскою мельницу княгині своїй. Імовірно, цей млин належав до села Святі Отці.

### Село у XV— першій половині XVII ст.
1498 року князь Іван Юрійович Патрикеєв заповідав село Святі Отці разом з іншими своїми угіддями своєму синові Івану . У 1499 році рід Патрикеєвих опинився в опалі, і село перейшло в казну. 1587 року цар Федір подарував село протопопу кремлівського Архангельського собору . Від 1599 по 1615 року село Святі Отці було віддане на прогодування єпископу Арсенію Еласонському, який приїхав до Москви з Греції.
Ще одна згадка в літописі припадає на 1599 рік, коли Борис Годунов посилав ясельничого і думного дворянина Михайла Татіщева в село Святі Отці для зустрічі шведського принца Густава. Цар припускав видати за нього заміж царівну Ксенію.
1608 року під час війни з Лжедмитром II у селі стояли табором війська царського воєводи Скопіна-Шуйського. У районі сучасного Піщаного провулка князь Скопін-Шуйський заснував Княжий двір. Після раптового нападу Лжедмитра II урядова армія відступила, і самозванець ненадовго зайняв село. За переказами, перед втечею він зарив на Княжому дворі свої скарби.
Події Смутного часу призвели до того, що село зазнало майже повного розорення. Писцева книга 1624 року описувала цю місцевість як пустку, яка була селом Святі Отці на річці Ходинці". Пустка Святі Отці продовжувала перебувати у володіннях Архангельського собору. За рішенням Земського собору 1648—1649 років про передачу церковних земель державі пустка надійшла в палацове відомство .

### Всехсвятське у другій половині XVII— першій третині XIX ст.
Після 1678 року ці землі отримав Іван Михайлович Милославський, один із головних ініціаторів першого стрілецького бунту. Село стали знову заселяти. З ініціативи Милославського в 1683 році побудовано невелику кам'яну церкву в ім'я Всіх Святих, після чого село дістало офіційну назву Всехсвятського. 1685 року Іван Михайлович помер, і село дісталося у спадок його єдиній доньці, Федосії Іванівні Милославській.
За описом 1686 року, у селі стояв двір боярський, а в ньому живе прикажчик, та двір стаєнний, і скотарня з усілякими дворовими будівлями, та біля села Всесвятського на річці Ходинці побудований знову млин, меле в 4 колеса. Загалом у селі і на млині дворових, і кабальних, і задвірних людей і кухарів 44 особи.

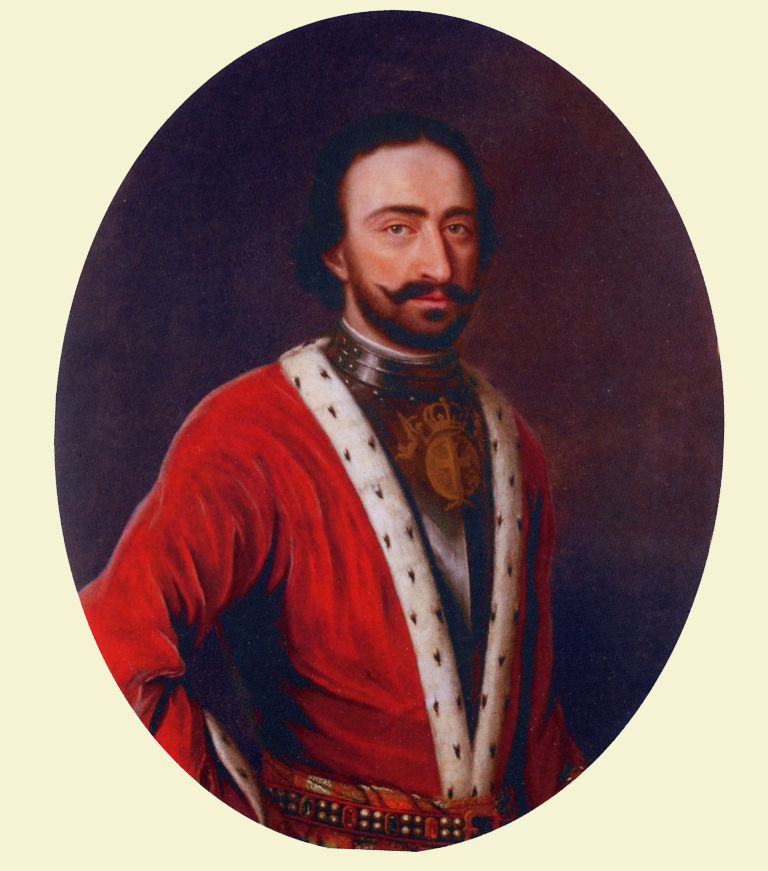
Олександр Арчілович

1688 року Федосія Іванівна вийшла заміж за імеретінського царевича Олександра Арчиловича, який разом із батьком, Арчілом II, і братами переїхав з Грузії в Росію в 1681 році. У Москві він заприятелював із молодим Петром I.
Після смерті Федосії Іванівни 1695 року село Всехсвятське за іменним указом Петра I перейшло до царевича Олександра Арчіловича. Відтоді Всехсвятське стало одним із двох центрів грузинської колонії в Москві (другий — в районі Грузинських вулиць). Серед грузин, які оселилися у Всехсвятському, були просвітитель Сулхан-Саба Орбеліані і поет Мамука Бараташвілі.
У 1700 році під час Північної війни у битві під Нарвою Олександр Арчілович потрапив у полон (де й помер 1711 року) . Управління селом перейшло до його батька, Арчіла II. При ньому у Всехсвятському засновано першу грузинську друкарню, де друкувалися церковні та богослужбові книги грузинською мовою. Після смерті Арчіла II в 1713 році Всехсвятське успадкувала його донька, Дарина Арчілівна.

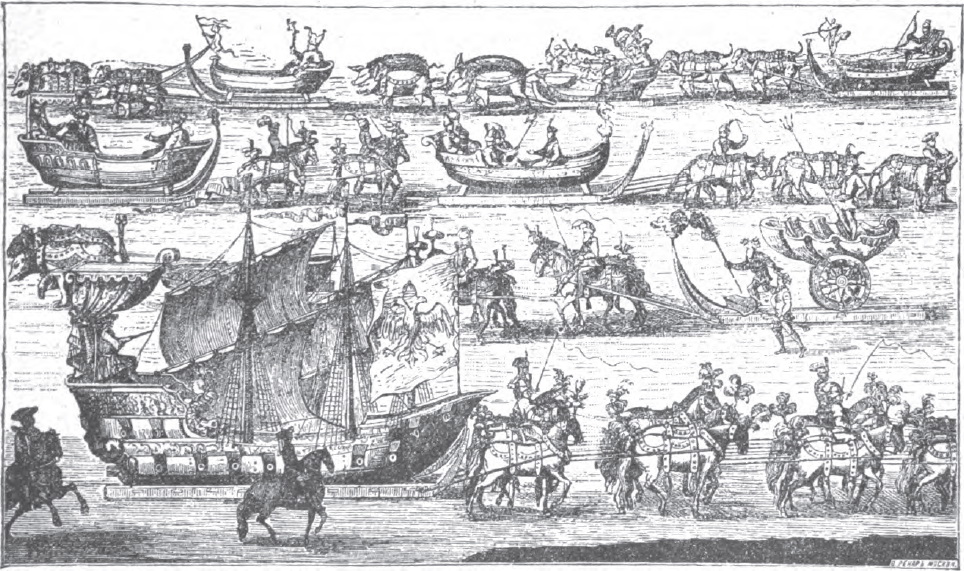
Маскарадна хода з Всесвятського до Москви за Петра I

У першій третині XVIII століття у Всехсвятському неодноразово зупинялися імператори перед в'їздом до Москви. У січні 1722 року у Всехсвятському гостював Петро I, а потім від села до Кремля розпочалася маскарадна хода, присвячена Ніштадтському миру — перемозі в Північній війні . У 1720-х роках до Всехсвятського за сприяння Петра I переїхав звільнений із перського полону грузинський цар Вахтанг VI із синами Бакаром і Георгієм.
У селі Всехсвятському відбувалися й важливі політичні події. 1728 року в будинку Дар'ї Арчіловни померла хвора на кір донька царевича Олексія, велика княжна Наталія Олексіївна. Ця смерть стала приводом для чуток про таємну змову. У момент смерті великої князівни поруч із нею була єдиний свідок, Анна Крамер, яку згодом щедро нагородили.
У лютому 1730 року перед в'їздом у Москву в палаці Всехсвятського на кілька днів зупинялася імператриця Анна Іванівна. Там вона готувалася до урочистого в'їзду в Москву і зустрічалася з представниками Верховної таємної ради.
У 1733—1736 роках за ініціативою княгині Дар'ї Арчіловни на місці старої церкви звели новий храм Всіх Святих, який дійшов до наших днів. Один із бічних вівтарів храму — Анни Пророчиці — назвали на честь тезоіменитства Анни Іоанівни .
Дарина Арчілівна померла, не залишивши спадкоємців. 1748 року село подарували її найближчим родичам, синам Вахтанга VI, — царевичам Бакару і Георгію Вахтанговичам; Всехсвятське поділили між ними. Бакару Вахтанговичу дісталося 84 дворових і 104 селянина, Георгію Вахтанговичу — 85 дворових і 187 селян. Через два роки Бакар помер, і його половина села дісталася його вдові Ганні Єгорівні з синами Леоном і Олександром. Інша ж половина Всехсвятського після смерті Георгія Вахтанговича в 1786 році, згідно з його заповітом, перейшла до Катерини II. Село офіційно розділилося на два володіння — Мале Всехсвятське і Велике Всехсвятське.
Олександр Бакарович помер у 1791 році, і його володіння успадкував син — Георгій Олександрович Грузинський. Він оновив зимовий палац села Всехсвятського, вибудував новий річний і заклав розкішний сад.
Під час навали Наполеона 1812 року Всехсвятське сильно постраждало. Усі споруди спалили, ставки спустили, церкву розорили мародери. Але невдовзі після Франко-російської війни село відновили з новою розкішшю. У саду Всехсвятського встановили статуї, що зображували російських воїнів у різноманітній формі.

### Всехсвятське у другій третині XIX— на початку XXст.

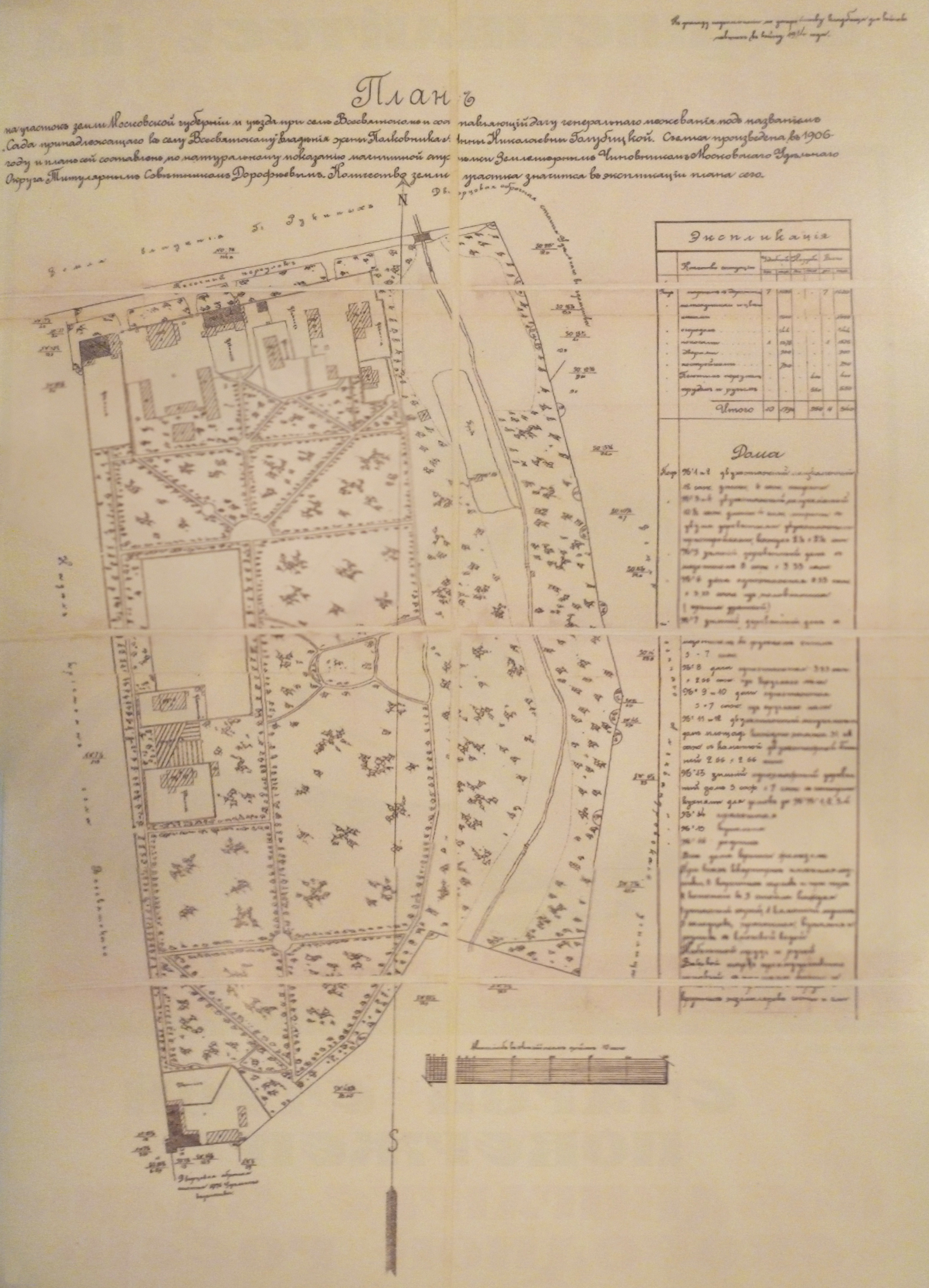
План саду А. Н. Голубицької в селі Всехсвятському з описом (1906 рік).

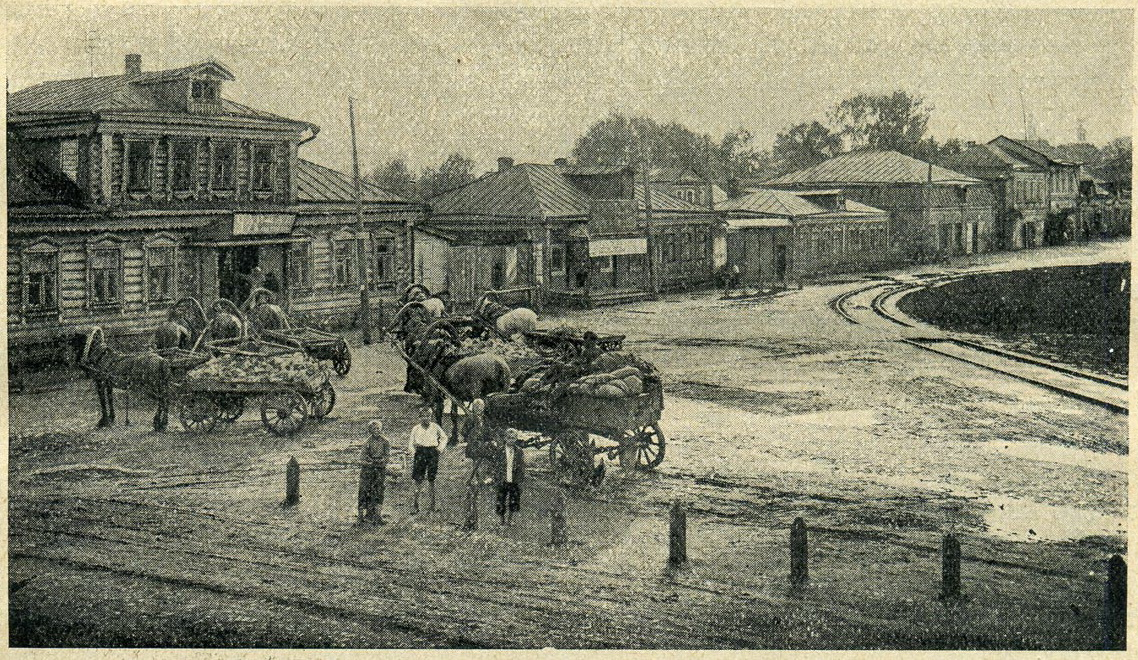
Всехсвятське станом на 1926 р.

Після прокладки в 1830-х роках Петербурзького шосе Всехсвятське перетворилося на галасливе московське передмістя. Князь Георгій Олександрович виїхав із села у свій нижньогородський маєток Лисково, де і помер у 1852 році. Його маєтки дістались у спадок його доньці, графині А. Г. Толстой, відомій своєю добродійністю і заступництвом Миколи Гоголя. Вона незабаром продала свою частину Всехсвятського у приватні руки. Інша ж частина села перейшла від князів Грузинських у казну.
Після селянської реформи 1861 року Всехсвятське стало волосним центром. Землі села розпродавали і пристосовували під дачі. На цих дачах воліли селитися сім'ї офіцерів, що служили в літніх військових таборах на Ходинському полі . Одна з дач належала бузкознавцю Леоніду Колесникову, там він займався селекцією бузку. Наприкінці XIX століття населення Всехсвятського збільшувалося швидкими темпами.
Наприкінці XIX століття у Всехсвятському відкрилися кілька фабрик і заводів. Неподалік від платформи Підмосковна Віндавської залізниці з'явилися ремонтні майстерні й робітниче селище. Багато робітників-мігрантів знімали квартири в місцевих жителів або жили прямо на фабриках.
На перетині XIX—XX століть у Всехсвятському відкрили кілька інвалідних будинків, відомих далеко за межами Москви: Олександрівський, Олексіївський і Сергієво-Єлизаветинський притулки. З початком Першої світової війни у Всехсвятському з'явився Московський міський Братський цвинтар, де ховали загиблих воїнів.

### Всехсвятське в роки Радянської влади
1917 року село Всехсвятське увійшло до складу Москви. Воно стало частиною Бутирсько-Всехсвятського району (від 1920 — Краснопресненського, від 1939 року — Ленінградського району). У 1920-х роках на околиці села у Великому Всехсвятському гаю виникло перше в Москві кооперативне житлове селище «Сокіл», яке збереглося до наших днів. На честь цього селища згодом дістали назви станція метро і весь навколишній район.
У літературі 1990-2000-х років зустрічається твердження, що, оскільки історична назва села було неприйнятною для радянської влади з ідеологічної точки зору, то 1928 року Всехсвятське перейменували на селище Усієвича на честь революціонера Григорія Усієвича . Проте в документах і на мапах Москви аж до кінця 1940-х років ця місцевість позначається як Всехсвятське Ім'я Усієвича дістали лише 1-ша, 2-га і 3-тя Всехсвятські вулиці.
На початку 1940-х цей район все ще виглядав як сільська місцевість. Тут розташовувалися переважно 1-2-поверхові будинки. Але від 1948 року в районі розпочалося активне житлове будівництво . Уздовж Новопіщаної вулиці зведено квартали багатоповерхових сталінських будинків. Трохи пізніше забудували квартали села Всехсвятського, розташовані на схід від Ленінградського шосе. Цвинтарі села Всесвятського ліквідували , річки Тараканівка і Ходинка прибрали в колектори.

## Палаци

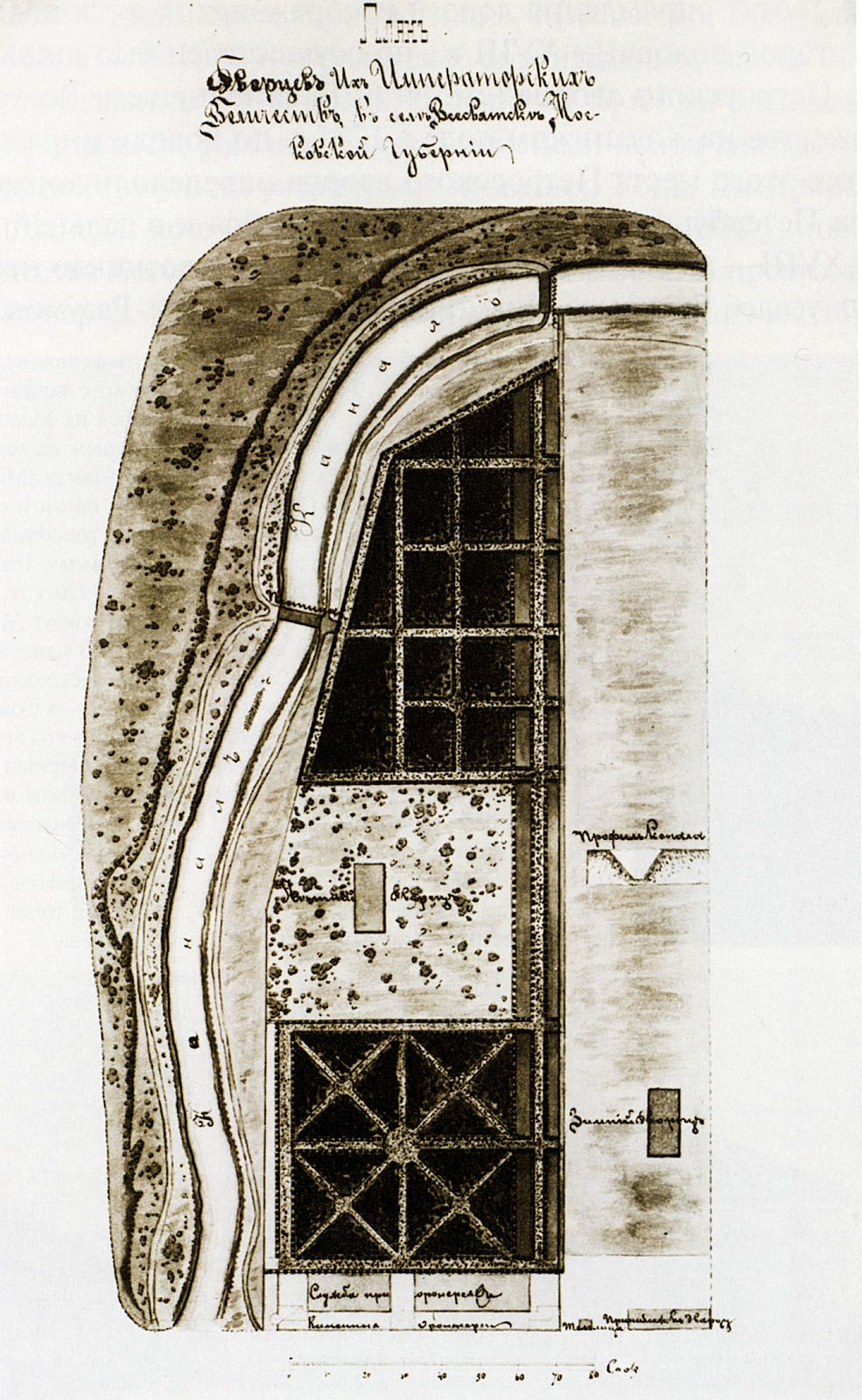
План будівництва імператорських палаців у саду Всехсвятського

На перетині XVII—XVIII століть при Олександрі Арчіловичі в селі Всехсвятському було побудовано дерев'яний зимовий палац. Цей палац до зведення наприкінці XVIII століття Петровського подорожнього палацу був місцем зупинки царських осіб перед в'їздом у Москву. У палаці села Всехсвятського зупинялися Петро I, Анна Іванівна і Катерина II.
Наприкінці XVIII — на початку XIX століття за князя Георгія Олександровича зимовий палац поновили й збудували новий літній. Біля палацу хаклали розкішний сад із рідкісними рослинами, а за ним — англійський парк. У саду була велика оранжерея. Сад літнього палацу спускався до ставка на річці Тараканівка. У центрі ставка облаштували штучний острів. У свята в альтанці на острові співали цигани, а гості в розкішних гондолах каталися ставком. Зимовий і літній палаци знесли до середини XIX століття, а на їх місці з'явилися дачі.
На початку XIX століття розроблявся план будівництва в саду села Всесвятського, що належав Експедиції кремлівської будови, імператорських палаців (мал. ліворуч). Цей проект приписують архітектору Івану Єготову. На ньому схематично позначені палаци і канал, у який передбачалося перетворити річку Тараканівка. Але цей план фактично залишився нереалізованим.
На думку археологів, що проводили в 1950-х роках розкопки, один із палаців був розташований у районі сучасного Піщаного провулку. Тут знайдено безліч кахлів і уламків фаянсового сервізу з гербом князів Грузинських.

## Храми

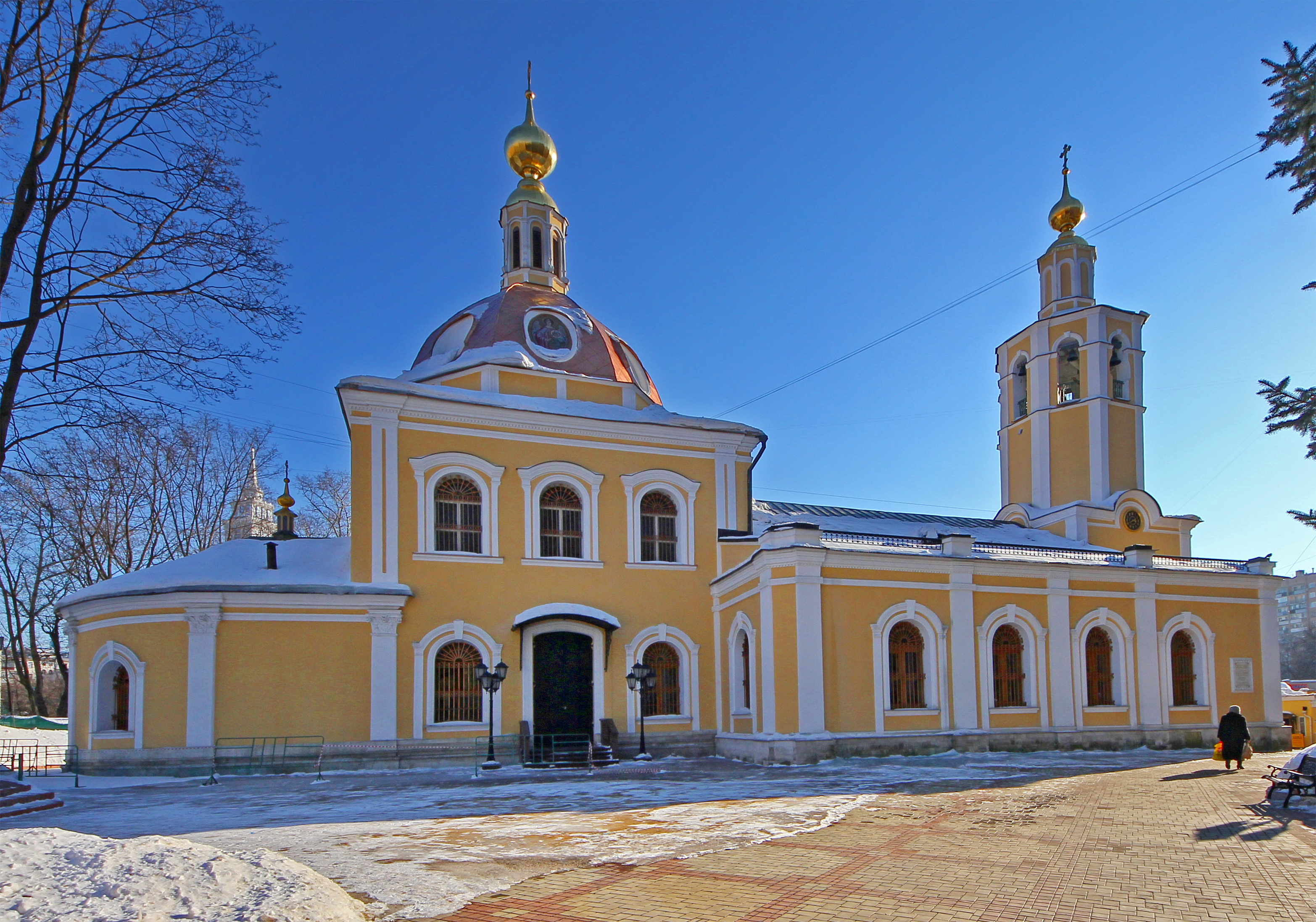
Храм Всіх Святих у Всехсвятському

Храм Всіх Святих у Всехсвятскому є найдавнішою спорудою села, що збереглась дотепер. Нинішню будівлю побудовано в 1733—1736 роках на місці старої церкви Всіх Святих, заснованої 1683 року. Ініціатором будівництва виступила імеретинська царівна Дар'я Арчілівна, якій тоді належало село Всехсвятське. Служби в храмі певний час велися грузинською мовою.
1798 року храм Всіх Святих поновлено, у ньому облаштовано іконостас, на лівому криласі — царське місце. У 1812 році храм був зруйнований наполеонівським військом. Французькі солдати влаштували в ньому стійло для коней. Але вже наступного року храм відновили і знову освятили.. Через швидке збільшення населення села Всехсвятського у другій половині XIX — на початку XX століття, церкву двічі розширювали і перебудовували (1886 року архітектор О. П. Попов і в 1902—1903 роках архітектор М. М. Благовєщенський).
У 1923 році храм захопили обновленці, але до кінця 1930-х років у ньому ще проводили служби. 1939 року храм закрили, а його п'ятиярусний іконостас публічно спалили у дворі; всередині будівлі розмістився склад. У 1945 році місцеві жителі домоглися дозволу відкрити храм, і вже до Великодня 1946 року його знову освятили.

### Храм Олександра Невського при Олександрівському притулку

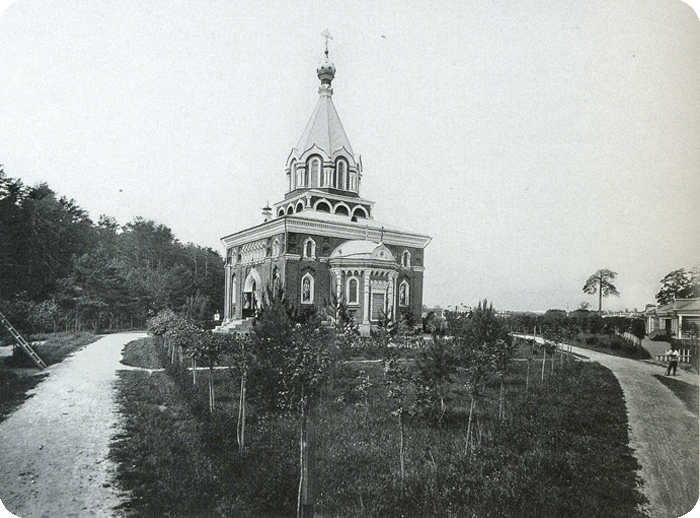
Храм Олександра Невського в 1880-х роках

Храм в ім'я святого благовірного князя Олександра Невського перебував на території Олександрівського притулку. Його заклали 1881 року за участі Великого князя Миколи Миколайовича Старшого й освятили в 1883 році. Храм збудували в пам'ять про імператора Олександра II, який загинув у 1881 році в результаті замаху. Кошти на будівництво й оздоблення храму надали приватні особи й кілька торгово-промислових закладів Москви.. Авторами проекту були архітектори О. П. Попов і А. М. Козлов. Невдовзі після будівництва за рахунок зростання числа парафіян з'явилася необхідність розширити храм. 1892 року архітектор В. П. Загорський розробив проект перебудови храму, який передбачав збільшення площі трапезної, вівтаря і зведення дзвіниці.
У квітні 1923 року влада закрила храм. Всю церковну утвар вилучили; у приміщенні храму розташувався клуб дослідно-показової колонії імені Карла Маркса. У 1928 році будівлю церкви частково розібрали. До 1963 року вона ще стояла у дворі протезного заводу, а потім її остаточно знесли.

### Храм Спаса Преображення на Братському цвинтарі

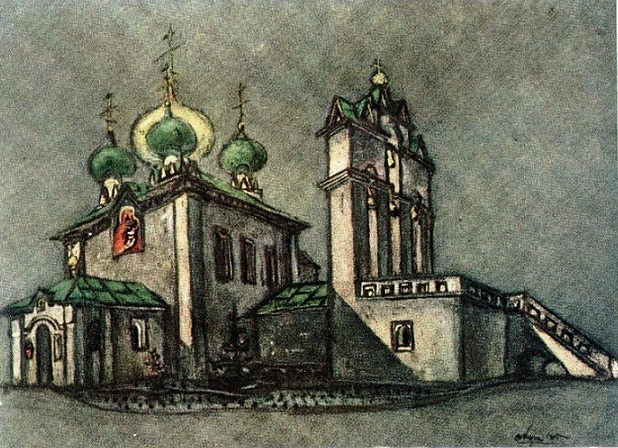
А. В. Щусєв. Ескіз храму Преображення

Храм Спаса Преображення заклали в 1915 році на Братському кладовищі. Кошти на його будівництво пожертвувало подружжя Каткових, що втратило в Першій світовій війні двох синів. Згідно з їхнім задумом, храм повинен був мати бокові вівтарі на честь архангела Михаїла та апостола Андрія Первозванного — з тезоіменитством синів. Проект храму підготував архітектор О. В. Щусєв, який задумав його в середньовічному руському стилі. Боковий вівтар на честь Архангела Михаїла освятили 8 серпня 1916 року, а боковий вівтар на честь Андрія Первозванного — 15 січня 1917 року. Основний храм освятили в грудні 1918 року.
У 1924 році виникла пропозиція закрити храм і передати його технікуму інвалідів. 1938 року в будівлі церкви розмістилася майстерня скульпторів, які ліпили кінну статую М. В. Фрунзе. Будівлю остаточно знесли наприкінці 1940-х років із початком забудови району Піщаних вулиць.

## Цвинтарі

### Всехсвятський цвинтар

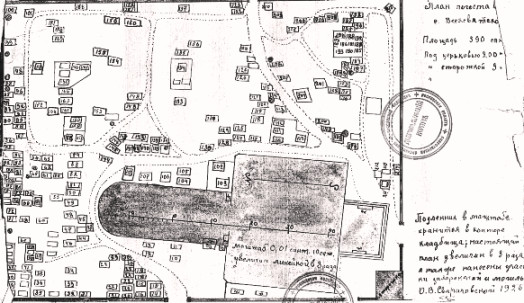
План Всесвятського цвинтаря

Цвинтар при церкві Всіх Святих відомий із XVIII століття. Тут поховано багато представників грузинських княжих родів (Багратіоні, Цицишвили та інші). За деякими даними, на Всехсвятському цвинтарі похований грузинський письменник Сулхан-Саба Орбеліані. Наприкінці XIX століття на цьому кладовищі ховали заможних селян. При цьому давні могильні плити часто знищували, переставляли з місця на місце або використовували як будівельний матеріал.. Площа території кладовища становила 0,889 га.
Цвинтар існував до 1982 року, після чого його знищили за розпорядженням про ліквідацію кладовищ у межах Москви. Утім до наших днів збереглися деякі надгробні плити. Серед них — пірамідальний надгробок на могилі князя І. О. Багратіона, батька полководця П. І. Багратіона.

### Арбатецький цвинтар

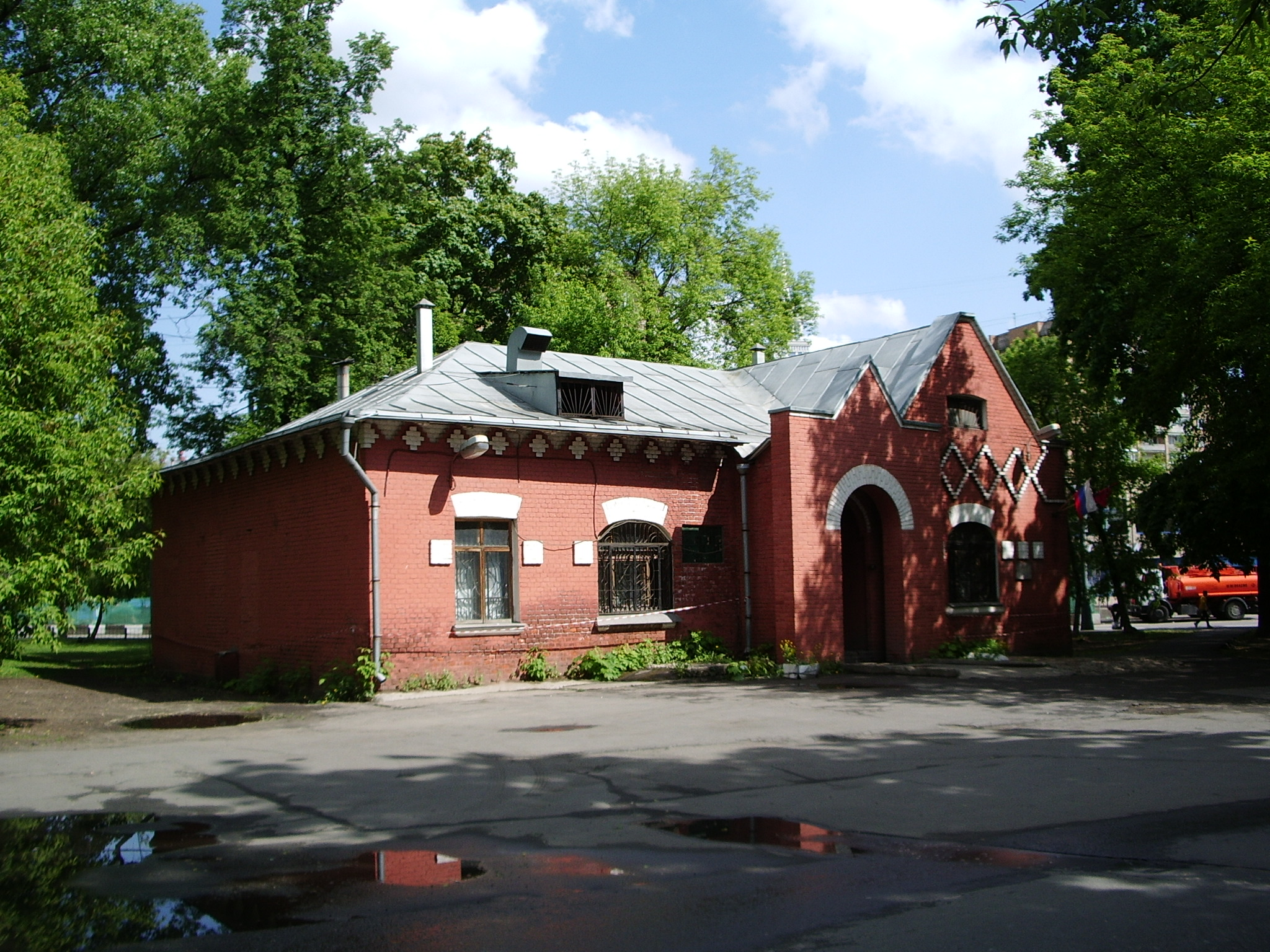
Каплиця Арбатецького цвинтаря

Арбатецький цвинтар існував ще в XIX столітті і розташовувався на західній околиці села. Тоді він називався Солдатським кладовищем. Довгий час на ньому не існувало навіть каплиці. Переважно там ховали бідних селян. 1911 року поряд із кладовищем побудували одноповерхову цегляну каплицю (архітектор Р. І. Клейн). Площа території кладовища становила 1,27 га.
Кладовище функціонувало і в радянський час аж до 1960-х років. Потім його ліквідували; рештки людей, на які був запит родичів, перепоховали. Нині на місці кладовища закладений невеликий сквер із парного боку вулиці Алабяна. Будівля каплиці збереглася до наших днів, хоча й зазнала значної перебудови. На території колишнього кладовища зберігся один дореволюційний надгробок із написом «Незабутній матері від люблячої доньки».

### Братський цвинтар

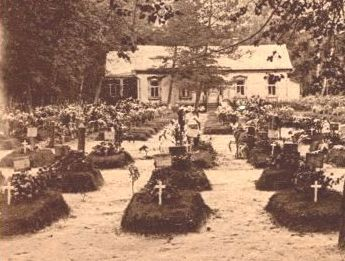
Тимчасова каплиця Братського цвинтаря (1915 р.)

Невдовзі після вступу Росії в Першу світову війну Велика княгиня Єлизавета Федорівна виступила з ініціативою про створення Братського кладовища в Москві. Воно призначалося для жертв війни, які померли в московських шпиталях. Під це кладовище в А. Н. Голубицької було викуплено земельну ділянку в селі Всехсвятському. Відкриття кладовища відбулося 15 лютого 1915 року. На ньому поховали близько 18 тисяч солдатів, офіцерів, лікарів, сестер милосердя та льотчиків, які загинули на війні. 1918 року на Братському цвинтарі освятили храм на честь Преображення Господнього, збудований за проектом архітектора Олексія Щусєва.
У середині 1920-х років Братське кладовище закрили для поховань. У 1930-х роках на місці кладовища заклали парк; усі надгробки, за винятком одного, знесли. Кладовище остаточно ліквідували наприкінці 1940-х років через забудову району Піщаних вулиць. Наприкінці XX — на початку XXI століть у парку встановили безліч меморіальних знаків і відкрили каплицю в пам'ять про загиблих.

## Благодійні установи

### Олександрівський притулок

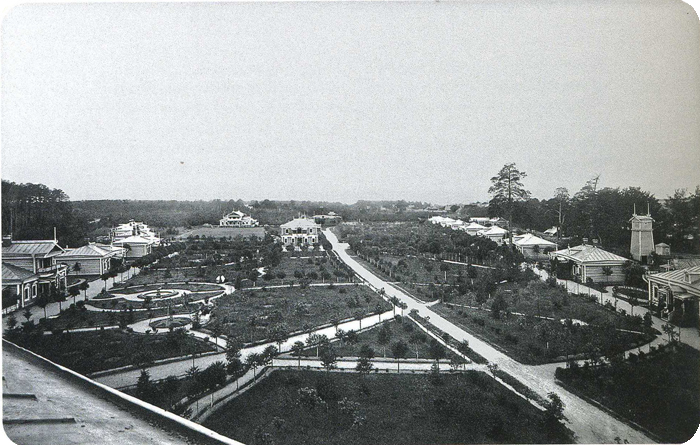
Олександрівський притулок. Краєвид із покрівлі храму Олександра Невського

Олександрівський притулок для калік і старих воїнів російсько-турецької війни з'явився біля села Всехсвятського в 1878 році. Його назвали Олександрівським на честь імператора Олександра II. Розташовувався притулок ліворуч від Петербурзького шосе біля Малого Всехсвятського гаю. Будували за рахунок пожертвувань різних благодійних організацій і приватних осіб. Біля притулку побудували храм Олександра Невського і заклали парк. До 1898 року в Олександрівському притулку було 15 будинків для нижніх чинів, будинок управління, господарський будинок, лазаретний будинок, аптека з амбулаторією, лазня, будинок для приміщення причту та пральня. Тут могло проживати понад 100 осіб.
1934 року на місці притулку звели будівлі Інституту вивчення праці інвалідів. Потім тут побудували протезний завод; пізніше — комплекс адміністративних будівель. Від притулку дістали свою назву Інвалідні вулиці та Інвалідний ринок (нині Ленінградський).

### Олексіївський притулок

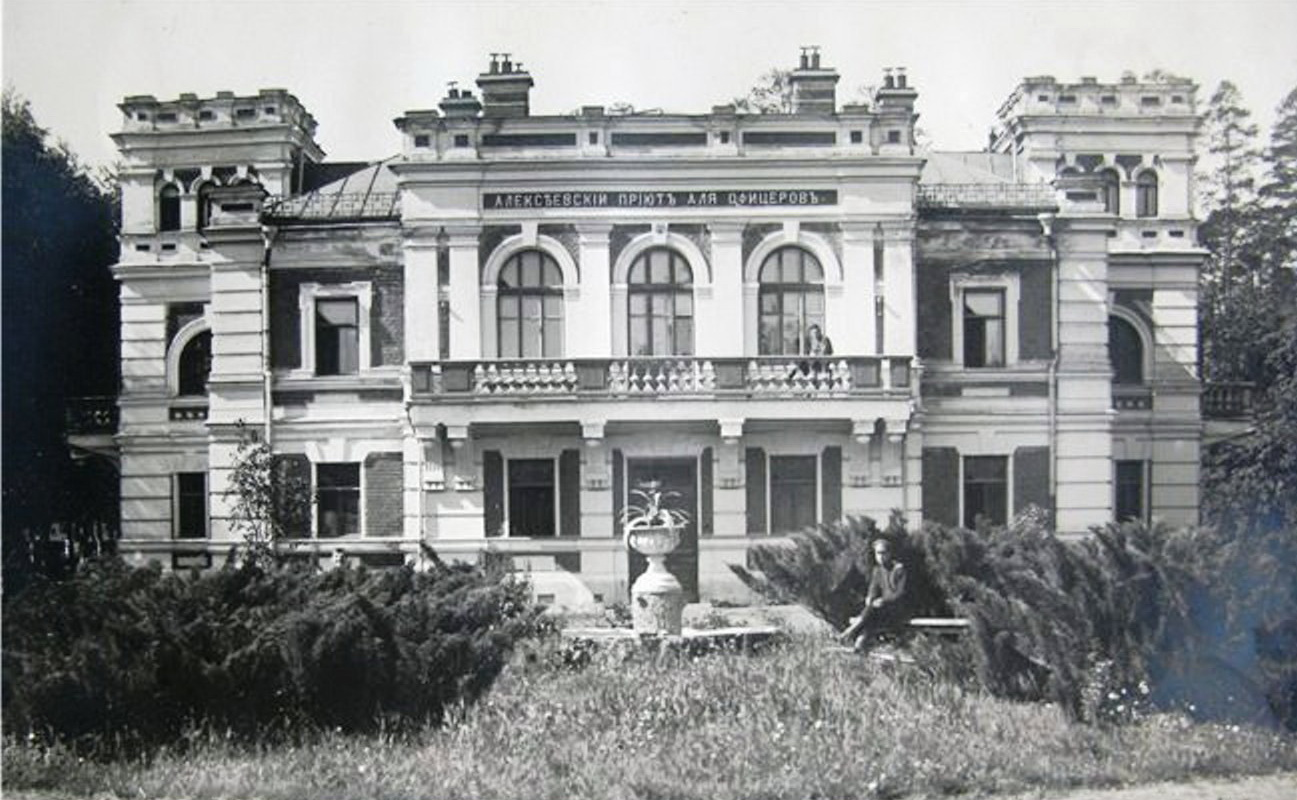
Олексіївський притулок

Олексіївський притулок для поранених, калік і старих офіцерів заснували 1893 року. Він розмістився у двоповерховому будинку, побудованому в італійському стилі архітектором Ігнатієм Залесським. Будинок мав одну загальну залу, їдальню, ванну, бібліотеку, кухню, підвал. У ньому був водопровід; у дворі заклали садок із газонами і клумбами. Олексіївський притулок призначався для проживання 10 офіцерів; для них відводилися окремі кімнати.
Розташовувався Олексіївський притулок поблизу Петербурзького шосе (навпроти сучасної станції метро «Аеропорт»). У 1910-х роках будівлю притулку передали під гуртожиток Імператорського Московського товариства повітроплавання. У радянський час будинок Олексіївського притулку знесли.

### Сергієво-Єлизаветинський притулок

Сергієво-Єлизаветинський притулок

1907 року при селі Всехсвятському за ініціативи Великої княгині Єлизавети Федорівни заснували Сергієво-Елизаветинський притулок для покалічених воїнів російсько-японської війни. Він розташовувався в Малому Всехсвятському гаю поруч з Олександрівським і Олексіївським притулками. До 1909 року комплекс будівель притулку мав один триповерховий цегляний житловий будинок, господарський будинок, електростанцію та кілька дерев'яних господарських прибудов. На верхньому поверсі головної будівлі притулку містився храм на честь преподобного Сергія і праведної Єлизавети. Крім інвалідів російсько-японської війни в притулок брали поліцейських, поранених під час виконання службового обов'язку, і сиріт, чиї батьки загинули на війні. У притулку, розрахованому на проживання близько 100 чоловік, було початкове училище з ремісничим відділенням для дітей. Був навіть власний духовий оркестр. В 1918 році притулок закрили; пізніше його будівлю повністю знесли.

### Санаторій «Ромашка»
На початку XX століття Єлизавета Федорівна заснувала при селі Всехсвятському ще одну благодійну установу — дитячий притулок санаторного типу «Ромашка». Він розташовувався у Великому Всехсвятському гаю поруч зі станцією Срібний Бор. У притулку лікували дітей хворих на туберкульоз. Назва притулку пояснювалася тим, що квітка білої ромашки є символом руху з боротьби із туберкульозом. Кожному, хто жертвував свої кошти санаторію, на знак подяки вручався великий букет ромашок. Притулок очолила О. І. Богословська, сподвижниця Єлизавети Федорівни та член громади Марфо-Маріїнської обителі. Санаторій «Ромашка» проіснував до 1930-х років. Потім у його будівлях розміщувався притулок для безпритульних дітей, а після війни всі його будівлі знесли.

## Економіка

### Промисловість

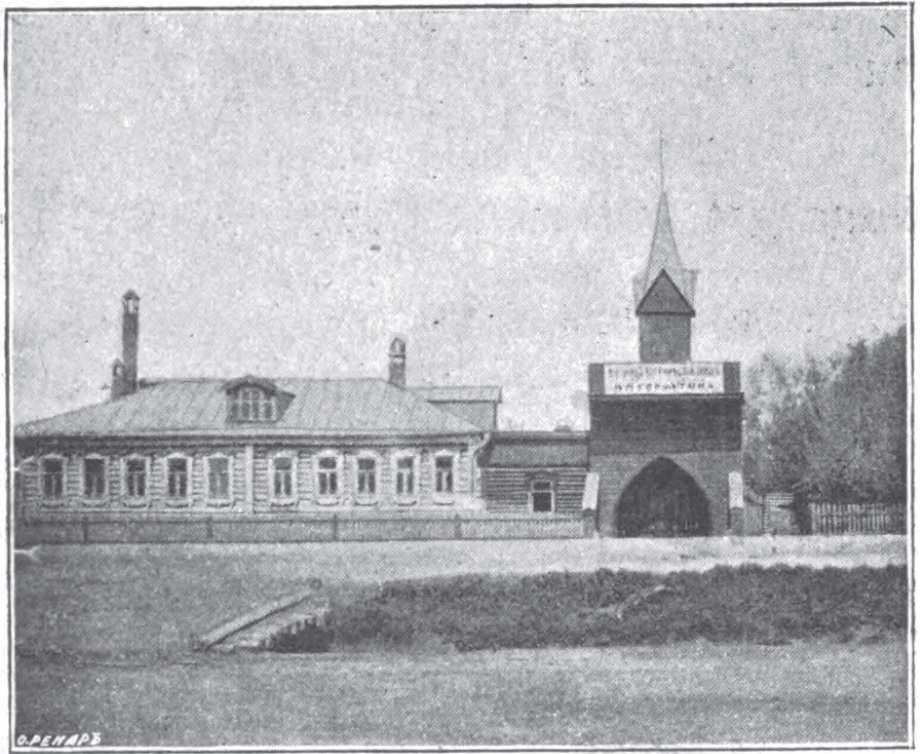
Завод фірми «Польза»

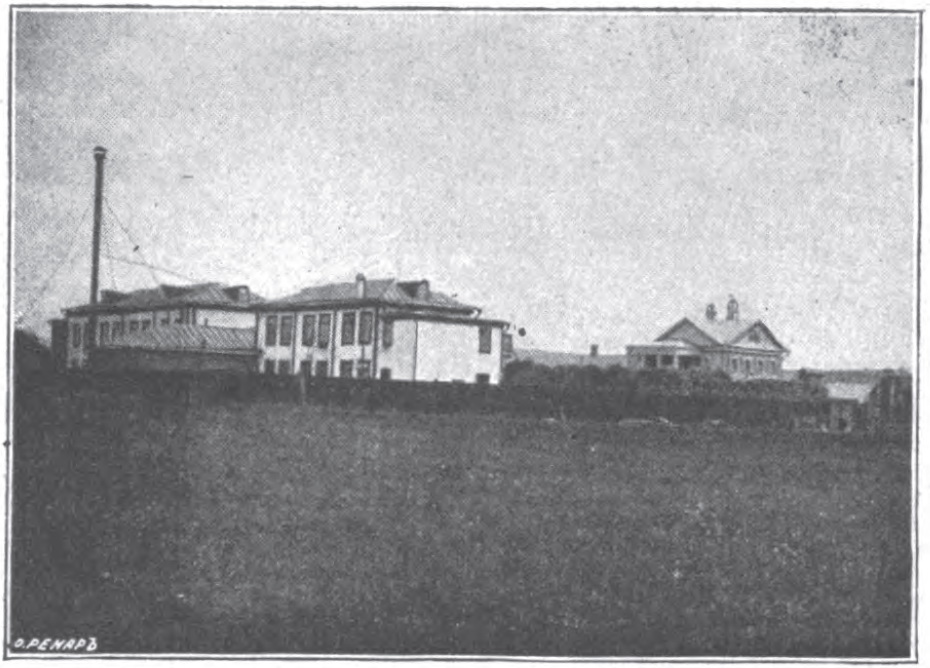
Вишивальна фабрика торгового дому «Михаил Тимашёв и Ко»

Земські діячі другої половини XIX століття відносили Всехсвятське до промислових поселень, тобто значну частину жителів становили робітники заводів, фабрик, залізниць. Наприкінці XIX століття в селі Всехсвятському існували такі фабрики і заводи:
- Вишивальна фабрика торгового дому «Михаил Тимашёв и Ко», відкрита 1886 року.[1] На фабриці шили різноманітну білизну і сукні. До 1898 року на ній було 16 вишивальних ручних машин, 2 парових котли і 2 парові машини; працювали 25 чоловіків і 45 жінок. Працівники мали страхування від нещасних випадків.[1]
- Порцеляновий завод «Изолятор», заснований 1894 року художником, спадковим дворянином М. П. Сорохтіним.[1] Спочатку на заводі робили керамічний посуд. 1896 року для заводу придбали земельну ділянку і побудували нову будівлю. У 1897 році його придбала Е. Н. Чоколова — художник-прикладник, співвласниця заснованої С. І. Мамонтовим художньо-гончарної майстерні «Абрамцево», дружина компаньйона Мамонтова з будівництва залізниць. Нова власниця намагалася налагодити на заводі виробництво художніх виробів, у чому їй активно допомагав Мамонтов, але широко воно так і не розвернулося[58]. Завод змінив спеціалізацію на випуск порцелянових ізоляторів до телефонних і телеграфних дротів[51]. Станом на 1897 рік на заводі працювало понад 200 осіб.[51] У літературі про Кузьму Петрова-Водкіна згадується, що 1900 року художник працював у селі Всехсвятському на заводі Сорохтіна, однак автор не уточнює назву заводу. Завод «Изолятор» працює і дотепер. Лише 2008 року він переїхав у Московську область.

- Миловарний і хімічний завод фірми «Польза», заснований М. П. Сорохтіним 1896 року неподалік від заводу «Изолятор». Спеціалізувався на випуску різноманітних сортів мила.[1]
- Парфумерний завод Селецького, який існував у Всехсвятському до 1896 року.[1]
- Цегляний завод Туманова, який з'явився в 1870-х роках, але проіснував менш як пів року.

- Типографія і палітурна майстерня, яку відкрив купець І. Г. Погудкін наприкінці XIX століття.[56]

### Торгівля та сфера послуг
На економіку Всехсвятського впливало вигідне географічне розташування: село було поряд із Москвою на Петербурзькому шосе, поруч розташовувалися Ходинські військові табори. Тому до кінця XIX століття селяни перестали займатися сільським господарством. Вони стали будувати на своїх землях дачі та займатися торгівлею. Ціни на землю зростали дуже швидко: за останню чверть XIX століття ціна за квадратний сажень зросла з 15 копійок до 4 рублів.
За даними 1869 року, у селі Всехсвятському було 66 коней, 66 корів і 12 голів дрібної худоби. На початку XX століття в селі відкрито ветеринарний пункт.
У селі Всехсвятському розташовувалося багато підприємств сфери послуг. Станом на 1884 рік тут було вісім крамниць, дев'ять трактирів і один питний будинок; у 1898 році — п'ять лавок, п'ять трактирів і один заміський ресторан.

### Транспорт

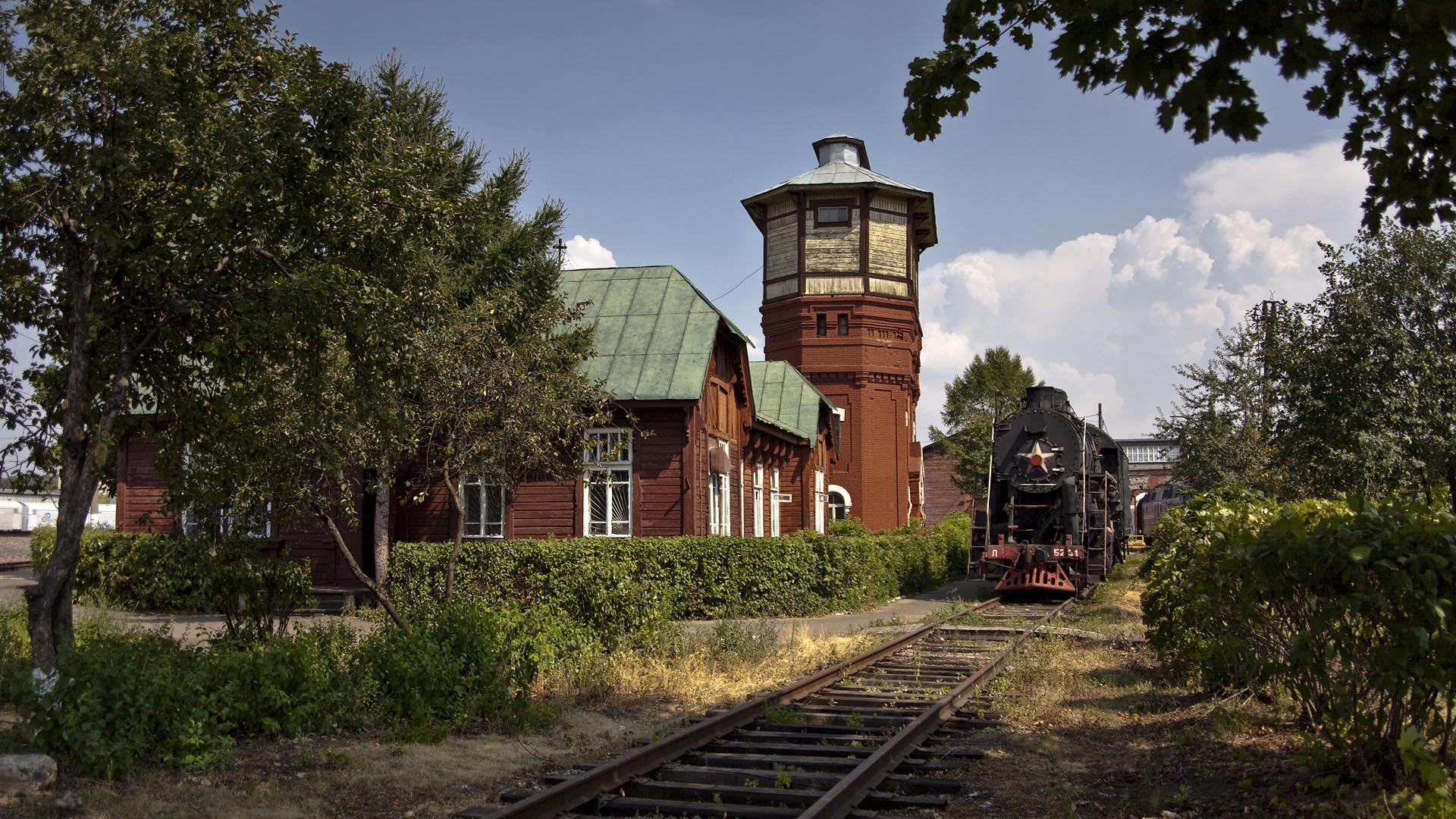
Станція Підмосковна

Через Всехсвятське проходила важлива дорога Москва — Санкт-Петербург, що сприяло розвитку міжміського транспорту. Уже 1820 року в селі відкрилася станція диліжансів.
На початку XX століття в селі з'явилися залізниці. У 1901 році поблизу села Всехсвятського пройшла лінія Віндавської залізниці і відкрилася станція Підмосковна. 1908 року відбулося урочисте відкриття станції Срібний Бор Окружної залізниці. Станцію побудували у Великому Всехсвятському гаю.
1897 року від Брестського (Білоруського) вокзалу до села Всехсвятського влаштували першу в Москві велосипедну доріжку.
Перші плани будівництва трамвайної лінії в село Всехсвятське припадають на кінець XIX століття. До них поверталися в 1915 році, коли передбачали побудувати трамвайну лінію до села з відгалуженням на Братський цвинтар. Однак перший трамвай з'явився у Всехсвятському 1922 року.
На початку 1930-х розроблено плани будівництва в Москві першої тролейбусної лінії. Було вирішено, що вона пройде від Тверської застави до села Всехсвятського. Для цього у Всехсвятському (в Голованівському провулку) побудували невеликий гараж із майстернями на чотири місця. Регулярний тролейбусний рух відкрили 15 листопада 1933 року.
План будівництва лінії метро з кінцевою зупинкою «Всехсвятське» з'явився в 1933 році. Пізніше його неодноразово коригували. У подальших планах назву станції змінили на «Сокіл» (на честь кооперативного житлового селища «Сокіл»). Відкриття станції метро «Сокіл» відбулося 11 вересня 1938 року.

## Управління
Від 1861 року село стало адміністративним центром Всехсвятської волості. У Всехсвятському розмістилося волосне правління. Воно займалося найманням і звільненням волосних посадових осіб, розпоряджалося волосними засобами і засвідчувало майнові угоди. Всехсвятська волость охоплювала територію до села Хімки і села Бусиново на півночі, сіл Захарково та Іваньково на північному заході і села Петровське-Зиково на сході.
У Всехсвятському містилася станова квартира 3-го стану. Становий пристав виконував поліцейські функції на частині території Московського повіту. До того ж у Всехсвятському розташовувався загін кінної варти. На початку 1920-х років у Всехсвятському розміщувалися 22-ге відділення міліції та Жовтнева пожежна частина.

## Охорона здоров'я

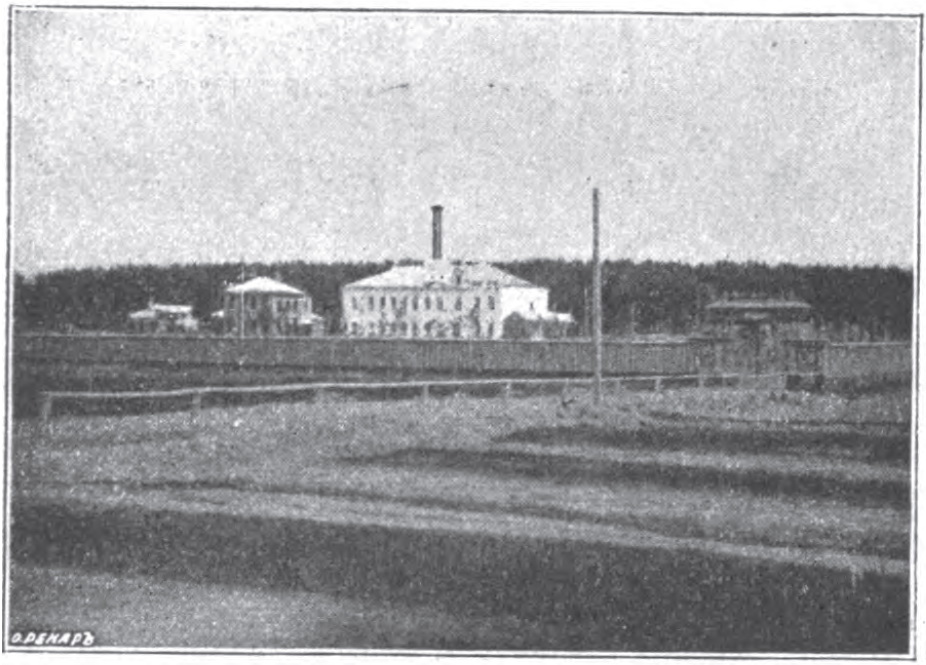
Лікарня А. М. Коровіна

На початку XX століття на село Всехсвятське і сусідні села припадав один земський лікар. Окремі лікувальні заклади були на великих заводах і фабриках.
На Петербурзькому шосе була аптека з амбулаторією. Вона належала до Олександрівського притулку, але користуватися нею могли й жителі села Всехсвятського.
1898 року на Петербурзькому шосе поблизу села Всехсвятського відкрилася лікарня для алкоголіків лікаря А. М. Коровіна — один із перших подібних закладів у Росії. У двоповерховій будівлі було 20 палат. Лікарня мала власну електростанцію. Терміни лікування були різними: 4-6 місяців для легких випадків алкоголізму і 8-14 місяців для важких. У 1909 році в лікарні сталася пожежа, після чого Коровін продав її іншому лікареві. 1911 року її знову відкрили як Всехсвятський санаторії для нервових і внутрішніх хворих на 40 ліжок.
У 1919 році на околиці села Всехсвятського з'явилася дитяча консультація. Вона займала маєток у Лазівському провулку, пристосований під лікарню (будівля збереглася дотепер). Спочатку там працював лише один лікар, але до 1922 року штат збільшено до трьох педіатрів.

## Освіта

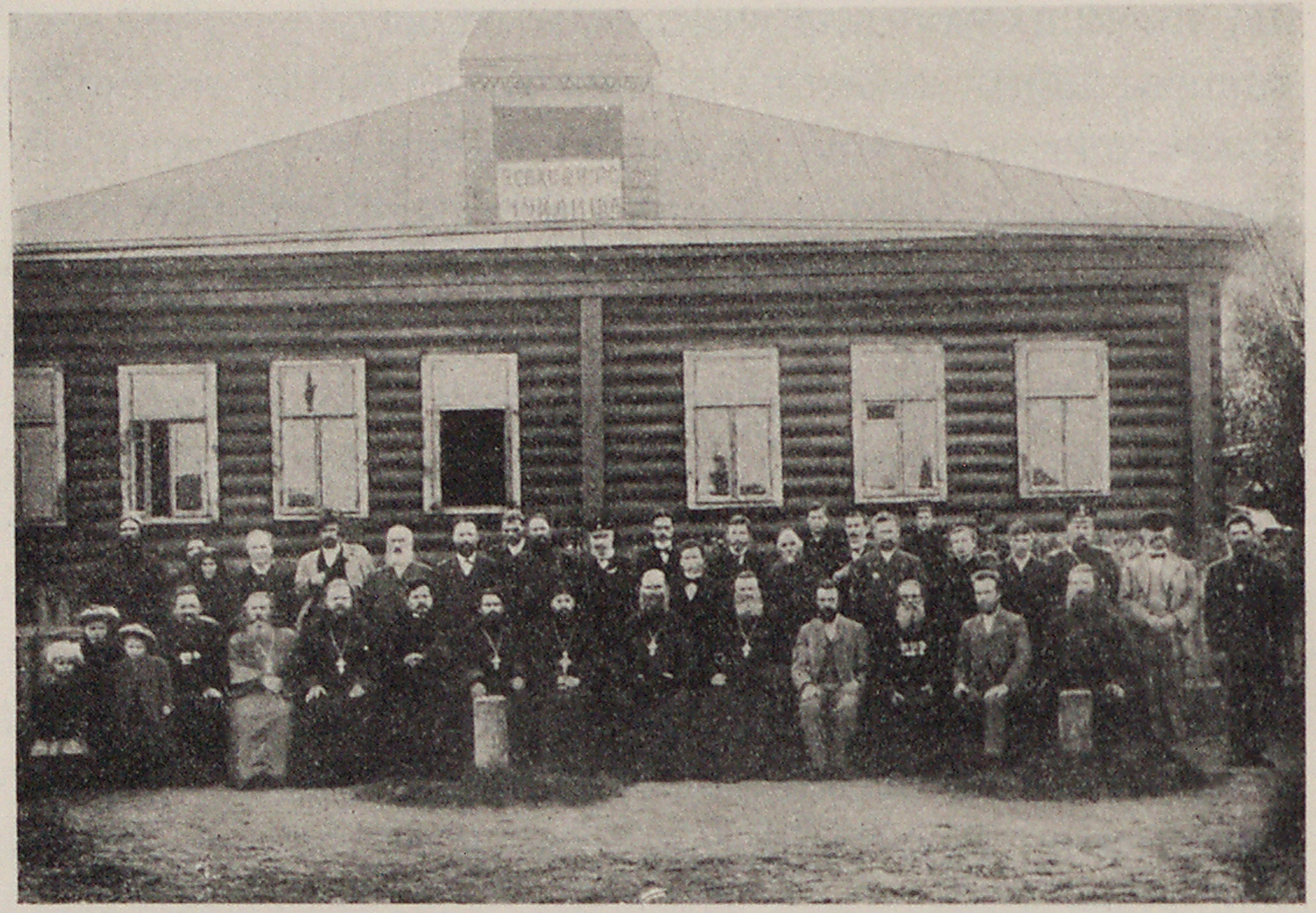
Церковно-парафіяльна школа

До 1884 року у Всехсвятскому було дві школи: чоловіча і жіноча. На початку XX століття під Всехсвятським діяло три земських училища. Попри це статистичні дані 1900 року свідчать про низький рівень грамотності населення. З 1223 осіб селянського населення грамотними або учнями було лише 178 осіб. Це пояснювалося тим, що навчальні заклади Всехсвятського обслуговували переважно не селян, а сторонніх мешканців, яких налічувалося близько 400 осіб.
1902 року при храмі Всіх Святих відкрилася церковно-парафіяльна школа. У 1908 році під Всехсвятским з'явилася гімназія для спільного навчання хлопчиків і дівчаток. 1915 року заснували Всехсвятську земську публічну бібліотеку. Входження села до складу Москви сприяло розвиткові освіти: у 1930-х роках тут відкрилося кілька загальноосвітніх шкіл.